# Kristýna Horská
Kristýna Horská (* 30. září 1997, Praha) je česká plavkyně. Účastnila se Letních olympijských her 2020 v Tokiu. Na Mistrovství Evropy v plavání v krátkém bazénu 2023 v Otopeni získala bronzovou medaili v závodě na 200 m prsa.

## Osobní život
Od svých 11 let závodně plave. Předtím dělala sportovní gymnastiku a synchronizované plavání. Čtyři roky se věnovala  synchronizovanému a závodnímu plavání současně. Nakonec ale zůstala u plavání. Jejím vzorem je plavec Michael Phelps.